# Sofi de la Torre

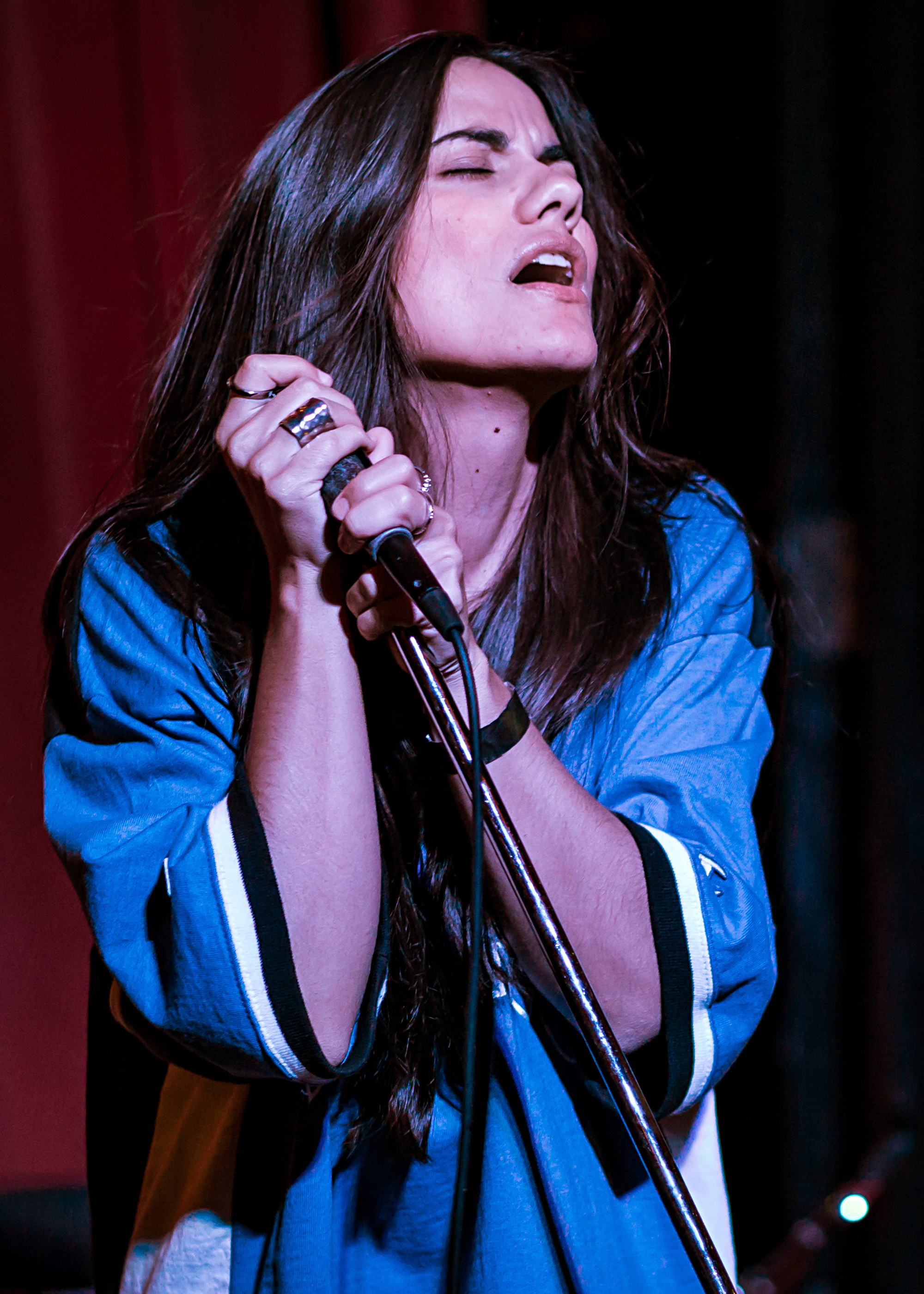
Sofi de la Torre bei einem Auftritt in Los Angeles am 21. November 2016

Sofi de la Torre (* 16. März 1991) ist eine Sängerin und Songschreiberin aus Las Palmas, Spanien.

## Karriere
Während ihres Studiums am College Goldsmiths, University of London unterschrieb sie bei der „Oh My Sweet“ Entertainment Agency und bei Sony/ATV Music Publishing. Während ihrer Zeit in London traf sie auf den Regisseur Felix Fuchssteiner des 2013 veröffentlichten Films Rubinrot. Schließlich wurde ihr die Arbeit am Soundtrack für den Film angeboten, den sie gemeinsam mit Philipp F. Kölmel und der Staatskapelle Weimar erstellte und der vier ihrer Lieder (Wings, Perfect fall, Recognise me und Faster) enthält.
Am 10. Januar 2013 spielte Sofi de la Torre auf der Emergenza Acoustic Review 2013 im Club Ampere, München im Rahmen ihrer dreitägigen Kurz-Tournee zur Veröffentlichung ihres Albums „Mine“. Das Album wurde von James Earp und Peter Vettese produziert.

## Diskografie
- 2013: Heartbeat (Single)
- 2013: Faster (Single)
- 2013: Rubinrot (Soundtrack), mit Philipp F. Kölmel und Staatskapelle Weimar
- 2013: Mine (Oh My Sweet Records) (Album)
- 2013: Falling is Flying (Oh My Sweet Records) EP
- 2013: Closer (Oh My Sweet Records) EP
- 2015: That Isn't You EP
- 2017: Like That (Drunken Masters & Rafik feat. Sofi de la Torre) (Single)
- 2018: Jump (Gabriel Black feat. Sofi de la Torre)